# Твардовский, Марек
Марек Твардовский (пол. Marek Twardowski; 6 октября 1979, Белосток, Польша) — польский спортсмен, байдарочник, многократный чемпион мира.
В 1999 году в паре с Адамом Высоцким впервые стал чемпионом мира в классе каноэ-двойка на дистанции 500 м. Он представлял Польшу в 2004 году на летних Олимпийских играх в Афинах. 20 августа 2006 года, в венгерском городе Сегеде выиграл очередной титул чемпиона мира в каноэ-одиночке на 500 метров. Ровно через пять лет, также в Сегеде повторил своё достижение в этом виде программы.
Во время летних Олимпийских игр в Пекине в 2008 году Марек Твардовский был знаменосцем национальной сборной Польши.
На чемпионате мира 2011 в Сегеде завоевал путёвку на Олимпийские игры 2012 в Лондоне.